# Liste de statues équestres d'Éthiopie
Cet article recense les statues équestres en Éthiopie.

## Liste
| Œuvre                                       | Auteur          | Commune     | Localisation            | Notes                    | Installation | Coordonnées                       | Illustration                  |
| ------------------------------------------- | --------------- | ----------- | ----------------------- | ------------------------ | ------------ | --------------------------------- | ----------------------------- |
| Statue équestre de Menelik II               | Hartle Spengler | Addis-Abeba | Menelik adebabay        | Menelik II               | 1930         | 9° 01′ 52″ nord, 38° 45′ 08″ est  | Statue équestre de Menelik II |
| Statue équestre de Mohammed Abdullah Hassan |                 | Djidjiga    |                         | Mohammed Abdullah Hassan | 2013         | 9° 21′ 03″ nord, 42° 48′ 01″ est  | Image manquante               |
| Statue équestre de Mekonnen Welde Mikaél    |                 | Harar       |                         | Mekonnen Welde Mikaél    |              | 9° 18′ 44″ nord, 42° 07′ 34″ est  | Image manquante               |
| Statue équestre d'Alula Abba Nega           |                 | Mekele      | Aéroport Alula Aba Nega | Alula Engeda             |              | 13° 28′ 25″ nord, 39° 31′ 51″ est | Image manquante               |